# Asanuma Inejirō
Asanuma Inejirō (浅沼 稲次郎 Thiển Chiểu Đạo Thứ Lang, 27 tháng 12 năm 1898 – 12 tháng 10 năm 1960) là một chính trị gia Nhật Bản và là lãnh đạo Đảng Xã hội Dân chủ Nhật Bản. Được coi là một diễn giả tiếng tăm, Asanuma đã khiến nhiều người bất ngờ khi ông ra sức ủng hộ mạnh mẽ chủ nghĩa xã hội, và sự trợ giúp dành cho Đảng Cộng sản Trung Quốc của ông từng có lúc gây tranh cãi trong nước Nhật thời hậu chiến. Asanuma về sau bị một thanh niên theo chủ nghĩa dân tộc cực đoan ám sát khi đang nói chuyện trong một cuộc tranh luận chính trị được phát sóng trên truyền hình ở Tokyo. Cái chết đầy bạo lực của ông được trình chiếu chi tiết trên đài truyền hình quốc gia đã khiến công chúng sửng sốt và gây căm phẫn toàn xã hội.

## Thiếu thời
Mẹ của Asanuma mất khi ông vừa mới chào đời, để người cha phải tự tay nuôi dưỡng ông khôn lớn, rồi sau đó đã qua đời vì ung thư ở độ tuổi 42.

## Sự nghiệp chính trị

Giải thưởng Pulitzer dành cho tấm ảnh đoạt giải của Nagao Yasushi. Bức ảnh được chụp trực tiếp sau khi Yamaguchi lao vào đâm Asanuma và cố gắng đâm thêm nhát thứ hai, dù đã bị đám đông kịp thời ngăn lại.

Trong thập niên 1930, Asanuma hướng theo tư tưởng chủ nghĩa xã hội và phục vụ trong Quốc hội từ năm 1936. Tuy nhiên, ông đã rút khỏi cuộc bầu cử năm 1942 và thoái lui chính giới cho đến sau Thế chiến II. Asanuma bị chỉ trích dữ dội vì một sự cố năm 1959 lúc ông tới thăm Trung Quốc đại lục đang dưới quyền kiểm soát của đảng Cộng sản và tuyên bố Mỹ là "kẻ thù chung của Trung Quốc và Nhật Bản". Khi trở về từ chuyến đi, ông vận nguyên bộ đồ của Mao chủ tịch làm dấy lên những lời chỉ trích nặng nề từ người dân Nhật Bản và thậm chí từ các nhà lãnh đạo xã hội chủ nghĩa. Bởi khi đó, Nhật Bản cùng nhiều quốc gia khác đã công nhận Trung Hoa Dân Quốc (Đài Loan) là chính phủ hợp pháp duy nhất của Trung Quốc đại lục.

## Ám sát
Ngày 12 tháng 10 năm 1960, Asanuma bị một thanh niên mới 17 tuổi thuộc nhóm cánh hữu tên là Yamaguchi Otoya ám sát trong một cuộc tranh luận chính trị được truyền hình trực tiếp trước thềm các cuộc bầu cử Hạ viện sắp tới. Trong lúc Asanuma đang phát biểu trên bục giảng tòa Đại sảnh Hibiya ở Tokyo, Yamaguchi đã xông thẳng lên khán đài rồi dùng thanh đoản kiếm yoroidōshi (một loại kiếm samurai truyền thống) đâm vào xương sườn Asanuma về phía bên trái, khiến ông chết ngay lập tức. Đài truyền hình Nhật Bản NHK đã thu lại đoạn phim về cuộc tranh luận này để phát sau và cuộn băng quay cảnh ám sát của Asanuma được chiếu đi chiếu lại nhiều lần cho hàng triệu người xem.. Riêng về sát thủ Yamaguchi bị cảnh sát bắt giữ ngay tại hiện trường gây án, và một vài tuần sau đó đã treo cổ tự sát khi đang ở trong nhà giam.